# Goście, goście II – korytarz czasu
Goście, goście II – korytarz czasu (fr. Les couloirs du temps: Les visiteurs 2) – francuski film komediowy z 1998 roku, kontynuacja filmu Goście, goście z 1993 roku.
Na 66. MFF w Cannes w 2013 roku Christian Clavier oficjalnie zapowiedział powstanie filmu Goście, goście III: Rewolucja.

## Fabuła
Rycerz Godefroy przygotowuje się do zawarcia ślubu z Frenegundą, jednak w tajemniczych okolicznościach znikają relikwie, bez których rodzina panny młodej nie zgadza się na ślub. Czarownik Euzebiusz sugeruje Godefroyowi, że zostały przeniesione w przyszłość przez jeden z tuneli czasu, które pozostały niezamknięte po poprzedniej podróży do XX wieku. Przy okazji chce odnaleźć giermka, który zaginął podczas poprzedniej wyprawy.

## Obsada
- Jean Reno – hrabia Godefroy Montmirail
- Christian Clavier – Jacquouille / Jacquart / Prosper Gnojarz / Jacouillet
- Pierre Vial – czarownik Euzebiusz
- Muriel Robin – Beatrice / Frenegunda
- Marie-Anne Chazel – Ginette
- Christian Bujeau – Jean-Pierre
- Claire Nadeau – Cora
- Christian Pereira – Batardet
- Marie Guillard – Philippine

i inni

## Produkcja
Zdjęcia do filmu kręcono w następujących lokacjach na terenie Francji:
- departament Aisne: La Ferté-Milon;
- departament Cher: Bourges;
- departament Dolina Oise: Luzarches, La Roche-Guyon, Magny-en-Vexin, Villiers-le-Bel;
- departament Dordogne: Beynac-et-Cazenac, Biron;
- departament Eure-et-Loir: Saint-Symphorien-le-Château;
- departament Oise: Ermenonville, Mont-l'Évêque, Pierrefonds, Vauciennes;
- departament Sekwana i Marna: Maincy, Perthes, Montceaux-lès-Meaux, Saint-Jean-les-Deux-Jumeaux;
- departament Yvelines: Neauphle-le-Château, Thoiry, Rambouillet[2].